# Réserve naturelle de la Cussignière
La réserve naturelle de la Cussignière se situe en Belgique et en France, entre les villages de Baranzy, Signeulx et Gorcy.
D'une superficie d'une quarantaine d'hectares, elle est située sur une plaine formée par la confluence de la rivière la Batte et du ruisseau de Cussigny. Auparavant occupée par des prairies, le lieu s'est transformé en marais à la suite d'une obstruction partielle du ruisseau de Cussigny au cours des années 1950. Le site accueille notamment la nidification du busard cendré. 
Depuis 2019, un caillebotis permet au public de découvrir la réserve, ses milieux humides, ainsi que les espèces qui l’habitent.